# Charidia (bướm nhảy)
Charidia là một chi bướm ngày thuộc họ Bướm nâu.

## Các loài
- Charidia empolaeus
- Charidia lucaria
- Charidia mayo
- Charidia pilea
- Charidia pocus
- Charidia sulphurea